# Reklama zewnętrzna

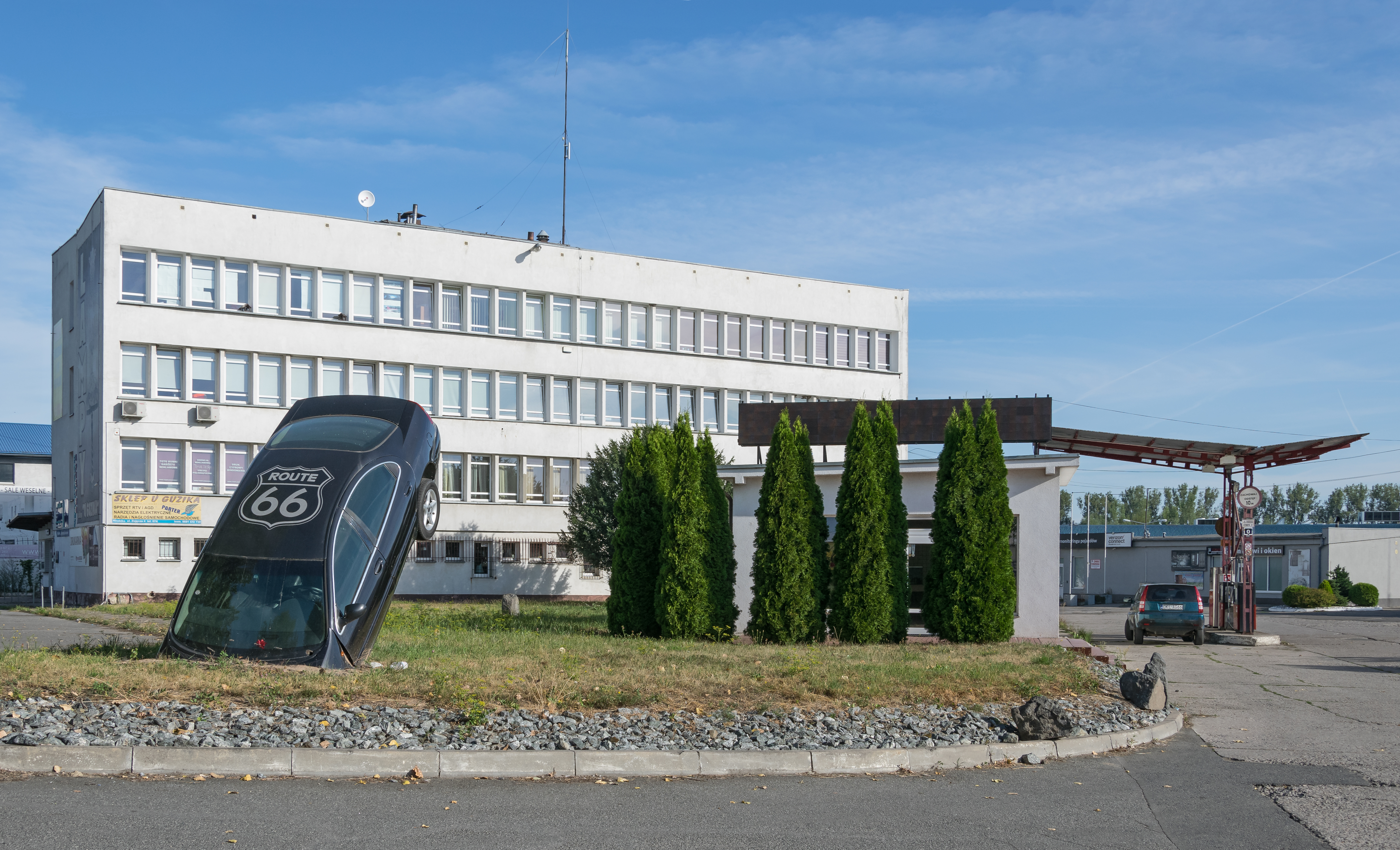
Reklama stacji benzynowej w Kłodzku

Reklama zewnętrzna (ang. outdoor advertising lub out-of-home advertising, OOH) –  forma promocji stosowana w miejscach o dużym natężeniu ruchu. Dociera do konsumentów przebywających poza domem, np. podczas drogi do pracy, zakupów czy podróży komunikacją miejską.
Jedna z form reklamy zewnętrznej, wykorzystująca digital signage nazywa się digital out-of-home (DOOH) advertising. Jest to wizualna elektroniczna komunikacja. Jej celem jest dostarczanie przekazu reklamy lub informacji do konkretnych miejsc, w określonych porach z treścią dopasowaną do lokalizacji wyświetlacza.
Reklama zewnętrzna jest prezentowana na specjalnie do tego przeznaczonych nośnikach reklamy: tablicach reklamowych, billboardach, citylightach, słupach ogłoszeniowych, nośnikach zamocowanych na wiatach przystankowych czy kioskach, tablicach elektronicznych, telebimach itp.
Niestandardowym rozwiązaniem w reklamie zewnętrznej jest reklama ambientowa: opakowywanie budynków lub reklama wielkoformatowa z wykorzystaniem form trójwymiarowych.

## Popularne nośniki reklamy zewnętrznej

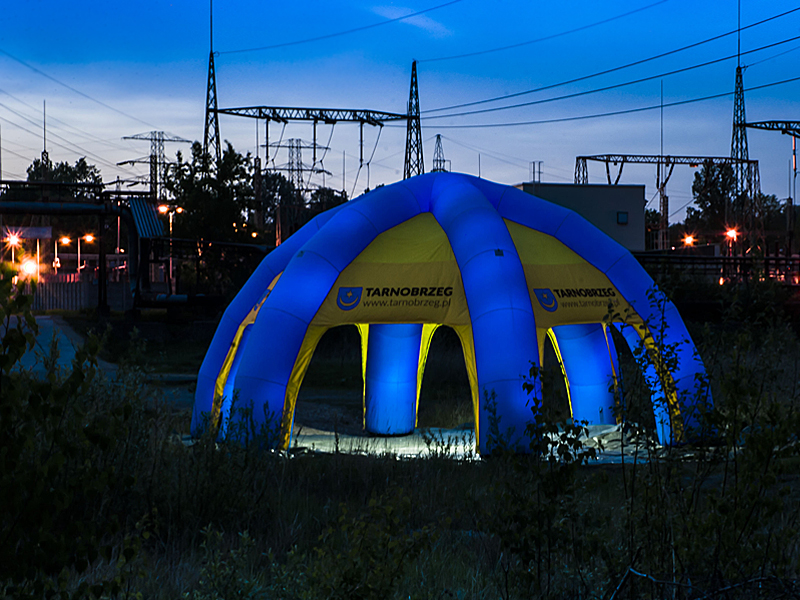
Reklama na namiocie miasta Tarnobrzeg

### Billboard
Ogólna, popularna nazwa tablic przeznaczonych do prezentacji plakatów reklamowych. Najpopularniejszymi formami są tablice naścienne umieszczane na budynkach w centrach miast oraz wolnostojące, znajdujące się przy ulicach lub przy drogach poza obszarami zabudowanymi. Często oświetlony dla zapewnienia odpowiedniej widoczności plakatu nocą. Najczęściej spotykane wymiary billboardu to: 5,04 × 2,38 m (12 m²) oraz 6×3 m (18 m²).

### Citylight
Panel reklamowy o wymiarach 1,20 × 1,80 m. Plakat reklamowy jest zawieszony za szybą z tworzywa i zazwyczaj podświetlony. Montowany w wiatach przystankowych, na latarniach lub wolno stojący.

### Reklama pneumatyczna
Reklama dmuchana, dmuchaniec. Mobilny pneumatyczny nośnik reklamy outdorowej. Bardzo szybki w montażu. Jest łatwy w transporcie. Zapakowany ma małe gabaryty. Jest lekki i efektowny. Stosowany na wszelkich imprezach plenerowych. Eksponowany na krótki okres.

### Reklama wielkoformatowa
Zazwyczaj eksponowana bezpośrednio na ścianach budynków lub w czasie remontu budynku na rusztowaniu. Wykonane są z siatki winylowej, backlightu (przepuszcza światło) lub pełnego winylu banner, frontlight (nie przepuszcza światła).
Przykładem realizacji wolno stojącej są sześcienne konstrukcje budowlane na własnym fundamencie, której cztery backlightowe powierzchnie ekspozycyjne są oświetlone własnym, wewnętrznym źródłem światła LED. Przekaz reklamy nadrukowany jest na przepuszczającym światło materiale techniką druku wielkoformatowego.
Reklamy wielkoformatowe to te, mające powyżej 100 m² powierzchni.

## Historia
Już w czasach starożytnych stosowano reklamę zewnętrzną w postaci napisów na ścianach budynków, kamiennych lub terakotowych szyldach karczm i zajazdach. Umieszczano znaki cechowe w średniowiecznych uliczkach. Tysiące lat temu Egipcjanie wykorzystywali wysokie skalne obeliski do publikacji prawa. W formie skalnych tablic „ukazało się” prawo mojżeszowe. W 1835 roku w Nowym Jorku powstał pierwszy plakat zewnętrzny o wymiarach powyżej 50 stóp kwadratowych. Wykonała go pracownia Jareda Bella, gdzie drukowano zwyczajne plakaty na potrzeby cyrku. W 1900 roku w Stanach Zjednoczonych podczas trwania narodowych kampanii reklamowych wprowadzono standard billboardu.
Pierwszym miastem w Niemczech, które określiło standardy reklamy zewnętrznej, był Hanower (jeszcze w latach 50. XX wieku). Ówczesny architekt miasta, Rudolf Hillebrecht, inspirował się przykładami z Paryża.

## Kontrowersje

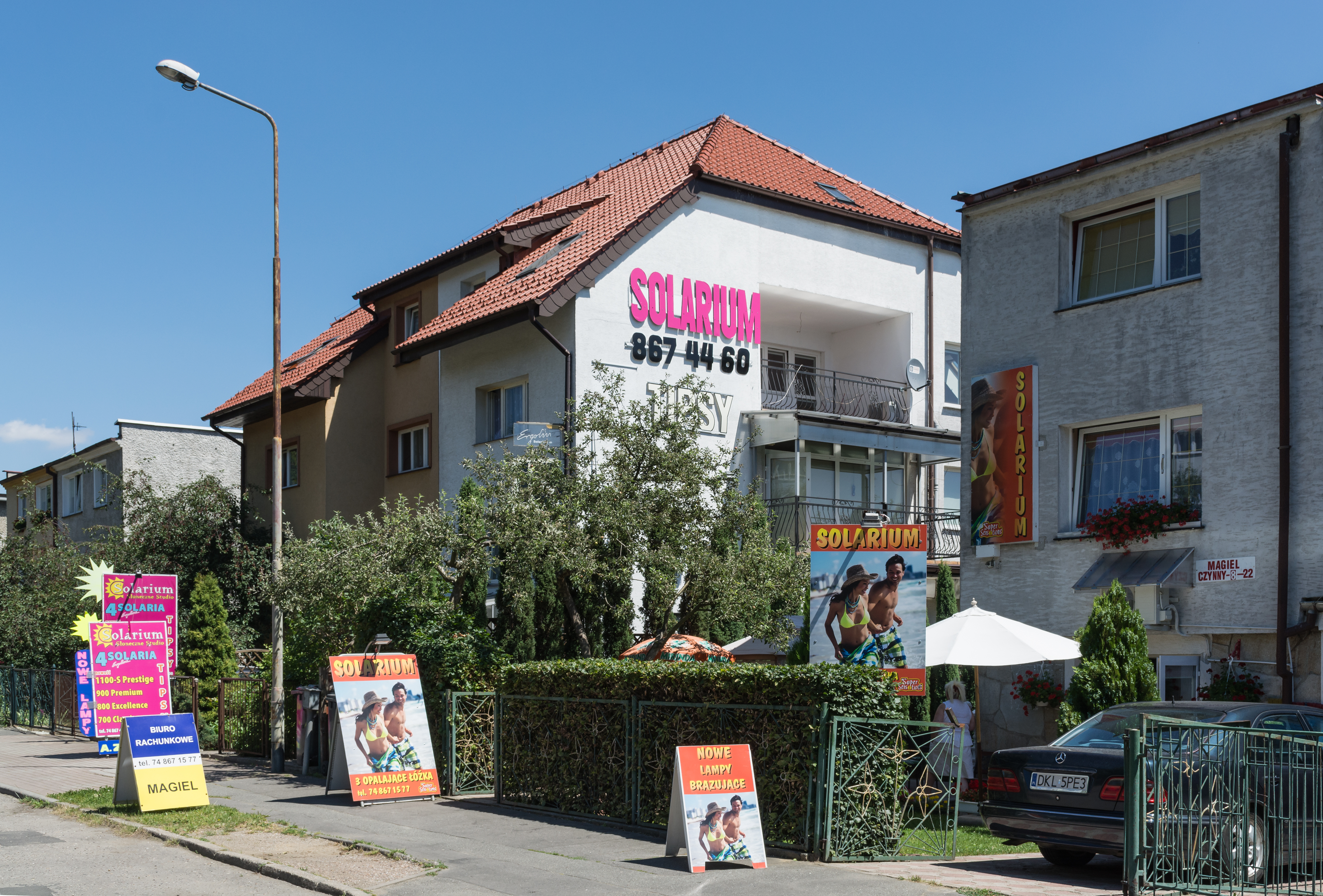
Tablice reklamowe utrudniające ruch pieszych

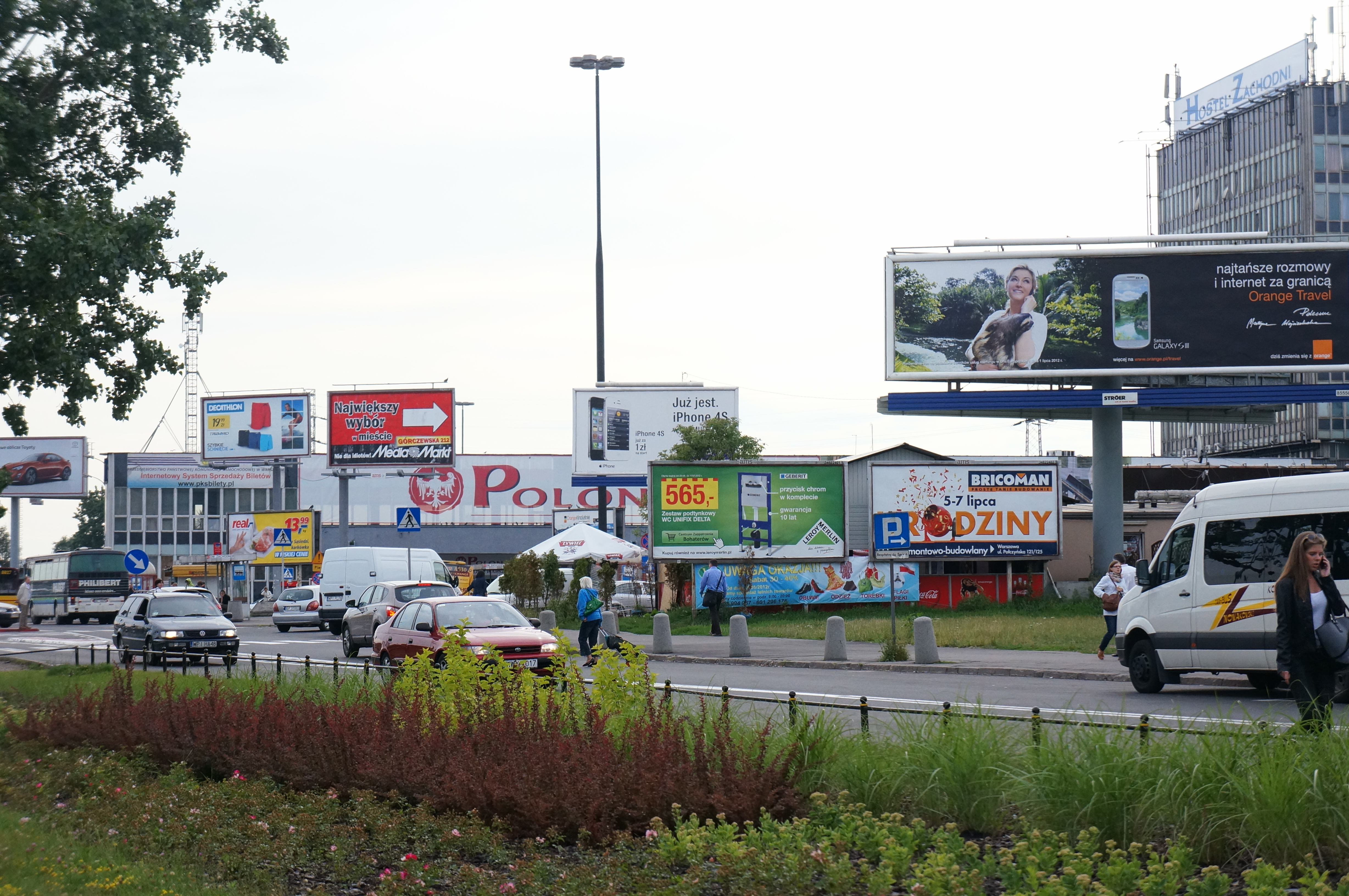
Reklama zewnętrzna, zanieczyszczenie wizualne

Reklama zewnętrzna jest obiektem szerokiej krytyki. Uważa się, że oszpeca krajobraz, czy też zasłania widok na wartościową architekturę i zabytki. Sytuacja ta określana jest jako zanieczyszczenie wizualne. Przez swoją natarczywość wywołuje stres, który czasem przeradza się nawet w agresję (adbusting). Szczególnie dokuczliwe są reklamy zasłaniające światło słoneczne i reklamy świetlne jak np. wideobilbordy utrudniające sen i wypoczynek. Podważana jest jej skuteczność, w natłoku wielu komunikatów trudno wyłowić jakikolwiek przekaz. Krytykuje się również umieszczanie nośników reklamowych w pobliżu dróg, ponieważ odwracają uwagę kierowców, co może doprowadzić do wypadku. Ważne są również kwestie ekologiczne, produkcja reklam pochłania olbrzymie ilości energii i chemikaliów. Ponadto reklamy są podświetlane, co powoduje niepotrzebne zużycie energii elektrycznej.
W wielu miejscach na świecie reklamy zewnętrzne podlegają bardzo ścisłym regulacjom lub są całkowicie zakazane, np. na Hawajach, czy w norweskim Bergen.
Obecnie w Polsce trwają prace prowadzące do uregulowania reklamy zewnętrznej.